# Magyarország Érdemes Művésze díj
A Magyarország Érdemes Művésze díj állami kitüntetés, amely jelentőségében a Magyarország Kiváló Művésze díj és az állami művészeti középdíjak (pl. Munkácsy Mihály-díj) között helyezkedik el. A díjazott jogosult a „Magyarország érdemes művésze” (illetve rövidebben: „érdemes művész”) cím viselésére.
A kitüntetést a miniszterelnök adja át minden év március 14-én olyan művészeknek, „akik a magyar nemzeti kultúra, művészi alkotómunka (színház-, zene-, tánc-, artista-, mozgókép-, képző-, fotó-, iparművészet) területén huzamosabb ideig kiemelkedő művészeti értékeket hoztak létre, és már rendelkeznek a kultúráért felelős miniszter által adományozott művészeti díjjal”. A díjra javaslatot tenni a megelőző év november 30-áig az Emberi Erőforrások Minisztériuma Társadalmi és Civil Kapcsolatok Titkárságán, a kulturális kitüntetési referens címén lehet.
A díj egyben pénzjutalommal jár, amely megegyezik a Kossuth-díjjal járó pénzösszeg egyharmadával. A díjjal jár egy 3,5 cm átmérőjű, bronzból készült érme, amelyen szalag található és az ÉRDEMES MŰVÉSZ felirat olvasható rajta. 2014-től egy díszes oklevelet adnak ki.
A kitüntetés elődje A Magyar Népköztársaság Érdemes Művésze díj volt, amelyet 1963 és 1990 között adományoztak a szocialista kultúra fejlesztése terén kimagasló érdemeket szerzett művészek részére. A díjazás nyugdíjkiegészítéssel járt. Havi összege az országos szintű nettó átlagkereset 1/12-ed részének 60%-a. A kitüntetett halála esetén özvegye élete végéig a járadék fele részének megfelelő özvegyi járadékra jogosult, amennyiben magyar állampolgár, Magyarországon lakóhellyel rendelkezik, és a rá irányadó öregségi nyugdíjkorhatárt elérte, továbbá a kitüntető cím jogosultjával halálakor, annak házastársaként közös háztartásban élt. A díj neve 1991 és 2011 között A Magyar Köztársaság Érdemes Művésze díj volt.

## Története

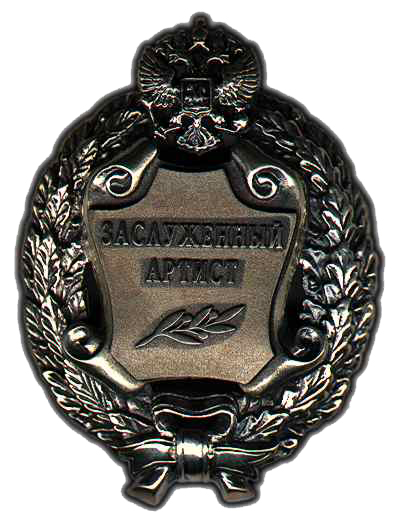
Az Orosz Föderáció Érdemes Művésze

A díjat eredetileg a Szovjetunióban alapították Заслуженный артист néven.
A díj mintáját a németországi kiemelkedő operaénekesi teljesítményért adott Hofkammersänger(in) díj adta, melyet hercegek és királyok adományoztak. A birodalmi Oroszországban ennek mintájára adták a „Birodalmi énekes” kitüntetést, melyet az 1917. évi Szovjet Forradalom után megváltoztattak az Oroszország Kiváló Művésze (később Szovjetunió) díjra.
A díjat (vagy ahhoz hasonlót) Oroszországon kívül számos volt szovjet utódállamban illetve a keleti blokk országainak egy részében használják.

## Díjazottak
| Érdemes művészek |                                                                       |
| 2020-as évek     | 2020 • 2021 • 2022 • 2023 • 2024 • 2025                               |
| 2010-es évek     | 2010 • 2011 • 2012 • 2013 • 2014 • 2015 • 2016 • 2017 • 2018 • 2019 • |
| 2000-es évek     | 2000 • 2001 • 2002 • 2003 • 2004 • 2005 • 2006 • 2007 • 2008 • 2009   |
| 1990-es évek     | 1990 • 1991 • 1992 • 1993 • 1994 • 1995 • 1996 • 1997 • 1998 • 1999   |
| 1980-as évek     | 1980 • 1981 • 1982 • 1983 • 1984 • 1985 • 1986 • 1987 • 1988 • 1989   |
| 1970-es évek     | 1970 • 1971 • 1972 • 1973 • 1974 • 1975 • 1976 • 1977 • 1978 • 1979   |
| 1960-as évek     | 1960 • 1961 • 1962 • 1963 • 1964 • 1965 • 1966 • 1967 • 1968 • 1969   |
| 1950-es évek     | 1950 • 1951 • 1952 • 1953 • 1954 • 1955 • 1956 • 1957 • 1958 • 1959   |

## 2025
- Bakos-Kiss Gábor, Jászai Mari-díjas színművész, rendező, a Győri Nemzeti Színház igazgatója,
- Baksai József, Munkácsy Mihály-díjas képzőművész, a Magyar Művészeti Akadémia rendes tagja, a Szentendrei Régi Művésztelep tagja,
- Blaskó Borbála, Harangozó Gyula-díjas táncművész, koreográfus, táncpedagógus, a Magyar Táncművészeti Egyetem egyetemi adjunktusa,
- Csavarga Rózsa, Pro Architectura és Ferenczy Noémi-díjas belsőépítész, tervezőművész,
- Fekete Péter, Jászai Mari-díjas rendező, előadóművész, a Nemzeti Cirkuszművészeti Központ főigazgatója,
- Hefter László, Ferenczy Noémi-díjas üvegművész, restaurátor, a Magyar Művészeti Akadémia rendes tagja,
- Juhász Zsolt, Harangozó Gyula-díjas táncművész, koreográfus, a Duna Művészegyüttes művészeti vezetője,
- Kocsis István, József Attila- és Herczeg Ferenc-díjas író, dramaturg, a Trianoni Szemle című folyóirat publicistája,
- Kőszegi Ákos, Jászai Mari-díjas színművész, a Vígszínház színművésze,
- Nyerges Attila, Máté Péter-díjas előadóművész, dalszövegíró, zeneszerző, az Ismerős Arcok frontembere,
- Sáros László György DLA, Ybl Miklós-díjas építész, fotográfus, a Magyar Művészeti Akadémia rendes tagja,
- Szabó Sipos Barnabás, Jászai Mari-díjas színművész,
- Szilágyi Enikő, Jászai Mari-díjas színművész, a Budapesti Operettszínház előadóművésze, a Színház- és Filmművészeti Egyetem tanára,
- Várdai István, Liszt Ferenc-díjas csellóművész, a Liszt Ferenc Kamarazenekar művészeti vezetője,
- Varga Miklós, Máté Péter-díjas énekes, színművész, rockzenész,
- Zsigmond László, Ybl Miklós-díjas építész, Mátészalka, Rácalmás és Veresegyház főépítésze.

## 2024
- Bereznai Péter Munkácsy Mihály-díjas képzőművész,
- Binder Károly DLA Erkel Ferenc-díjas zongoraművész, zeneszerző, a Liszt Ferenc Zeneművészeti Egyetem Jazz Tanszékének egyetemi tanára,
- Budainé Kósa Klára keramikus népművész, a népművészet mestere, a Magyar Művészeti Akadémia rendes tagja,
- Ferenczi György Máté Péter-díjas előadóművész, a Rackajam vezetője,
- Hefkó Mihály DLA Ybl Miklós- és Ferenczy Noémi-díjas belsőépítész, a Magyar Művészeti Akadémia rendes tagja, a Budapesti Metropolitan Egyetem Építészet és Design Tanszék főiskolai docense,
- Jovián György Munkácsy Mihály-díjas festőművész, a Magyar Művészeti Akadémia rendes tagja,
- Kassai István Liszt Ferenc-díjas zongoraművész, a Magyar Művészeti Akadémia rendes tagja,
- Kun Éva Ferenczy Noémi-díjas keramikusművész,
- Lajkó Félix Liszt Ferenc-díjas hegedű- és citeraművész,
- Lőte Attila Jászai Mari-díjas színművész,
- Mága Zoltán Liszt Ferenc-díjas hegedűművész,
- Moussa Ahmed Harangozó Gyula-díjas táncművész, az Urban Verbunk Társulat művészeti igazgatója,
- Pándy Piroska Liszt Ferenc-díjas operaénekes, a Madách Színház művésze,
- Tókos Attila Harangozó Gyula-díjas táncművész, koreográfus,
- Várnagy Andrea Liszt Ferenc-díjas zongoraművész, a Zenevarázslat program alapítója, vezetője.

## 2023
- Dráfi Kálmán DLA Liszt Ferenc-díjas zongoraművész,
- Gyöngyösi Levente Erkel Ferenc-díjas zeneszerző,
- Horváth Mária Balázs Béla-díjas animációs filmrendező, grafikus, bábtervező művész,
- Kristán Attila Jászai Mari-díjas színművész,
- Lebó Ferenc Munkácsy Mihály-díjas érem- és szobrászművész,
- Maczkó Mária Népművészet Ifjú Mestere díjas énekművész,
- Molnár Levente Liszt Ferenc-díjas operaénekes,
- Németh Pál Liszt Ferenc-díjas fuvolaművész, karmester,
- Somos János Csaba DLA Liszt Ferenc-díjas karmester,
- Szente Vajk Jászai Mari-díjas rendező, író,
- Szurcsik József Munkácsy Mihály-díjas képzőművész, a Magyar Művészeti Akadémia rendes tagja,
- Verebes György Munkácsy Mihály-díjas festőművész, grafikus, a Magyar Művészeti Akadémia levelező tagja.

## 2022
- Agócs Gergely Népművészet Ifjú Mestere-díjas népzenész, népzenekutató, mesemondó,
- Bartus Gyula Jászai Mari-díjas színművész,
- Dolhai Attila Jászai Mari-díjas színművész,
- Fitos Dezső Népművészet Ifjú Mestere és Harangozó Gyula-díjas táncművész, koreográfus,
- Gregor Bernadett Jászai Mari-díjas színművész,
- Gubás Gabi Jászai Mari-díjas színművész,
- Horesnyi Balázs Jászai Mari-díjas díszlettervező,
- Kalló Zsolt Liszt Ferenc-díjas hegedűművész,
- Kovácsházi István Liszt Ferenc-díjas operaénekes,
- Pregitzer Fruzsina Jászai Mari-díjas színművész, a Magyar Művészeti Akadémia rendes tagja,
- Radó Denise Jászai Mari-díjas színművész,
- Sáfár Mónika Jászai Mari-díjas színművész,
- Simet László Antal Hortobágyi Károly-díjas artistaművész,
- Simonffy Márta Ferenczy Noémi-díjas textilművész,
- Velekei László Harangozó Gyula-díjas táncművész.

## 2021[12]
- Benkő Péter kétszeres Jászai Mari-díjas színművész,
- Dr. Buglya Sándor Balázs Béla- és Csokonai Vitéz Mihály-díjas filmrendező, producer, a Magyar Művészeti Akadémia rendes tagja,
- Csere László Jászai Mari-díjas színművész,
- Katona Szabó Erzsébet Ferenczy Noémi-díjas textilművész, a Magyar Művészeti Akadémia rendes tagja,
- Kautzky Armand Jászai Mari-díjas színművész,
- Kokas Katalin Liszt Ferenc-díjas hegedűművész,
- Lajos Tamás Balázs Béla-díjas operatőr, producer,
- Leblanc Gergely Harangozó Gyula-díjas balettművész,
- Lux Ádám Jászai Mari-díjas színművész,
- P. Benkő Ilona Munkácsy Mihály-díjas iparművész, keramikus, a Magyar Művészeti Akadémia rendes tagja,
- Pozsgai Zsolt Balázs Béla-díjas rendező, dráma- és forgatókönyvíró,
- Szlávik István Jászai Mari-díjas díszlet- és jelmeztervező,
- Takács-Nagy Gábor Liszt Ferenc-díjas hegedűművész, karmester,
- Vincze Balázs Harangozó Gyula-díjas táncművész, koreográfus

## 2020[13]
- Bretz Gábor Liszt Ferenc-díjas operaénekes
- Cseke Péter Jászai Mari- és Nádasdy Kálmán-díjas színművész, rendező, a Magyar Művészeti Akadémia rendes tagja
- Csemiczky Miklós Erkel Ferenc-díjas zeneszerző
- Derzsi János Jászai Mari-díjas színművész
- Fazekas Lajos Balázs Béla-díjas filmrendező-operatőr
- Köbli Norbert Balázs Béla-díjas forgatókönyvíró
- Kulinyi István Munkácsy Mihály-díjas grafikus, képzőművész, a Magyar Művészeti Akadémia levelező tagja
- Dr. Lovász Irén népdalénekes, néprajzkutató, a népművészet ifjú mestere
- Nagy Viktor Jászai Mari- és Nádasdy Kálmán-díjas színházi rendező, a Magyar Művészeti Akadémia rendes tagja
- Szabadi Vilmos Liszt Ferenc-díjas hegedűművész
- Tóth Péter Erkel Ferenc-díjas zeneszerző, a Magyar Művészeti Akadémia rendes tagja
- Dr. Vigh Andrea Liszt Ferenc-díjas hárfaművész
- Zsuráfszkyné Vincze Zsuzsanna Harangozó Gyula-díjas táncművész, dramaturg, jelmeztervező

## 2019[14]
- Árendás József Munkácsy Mihály-díjas grafikusművész, a Magyar Művészeti Akadémia rendes tagja
- Dukay Barnabás Erkel Ferenc-díjas zeneszerző
- Fehér Anna Jászai Mari-díjas színművész
- Gráf Zsuzsanna Liszt Ferenc-díjas karnagy
- Oberfrank Pál Jászai Mari-díjas színművész, a Magyar Művészeti Akadémia rendes tagja
- Olasz Ferenc Balázs Béla-díjas fotográfus, filmrendező, a Magyar Művészeti Akadémia levelező tagja
- Pál István "Szalonna" Liszt Ferenc-díjas népzenész
- Rálik Szilvia Liszt Ferenc-díjas operaénekes
- Rátkai Erzsébet Jászai Mari-díjas és Ferenczy Noémi-díjas színházi látvány-, díszlet- és jelmeztervező, iparművész, a Magyar Művészeti Akadémia rendes tagja
- Rippel Ferenc Hortobágyi Károly-díjas artistaművész
- Rippel Viktor Hortobágyi Károly-díjas artistaművész
- Rubold Ödön Jászai Mari-díjas színművész
- Skardelli György Ybl Miklós-díjas építész, a Magyar Művészeti Akadémia rendes tagja
- Szögi Csaba Harangozó Gyula-díjas táncművész, koreográfus, táncpedagógus
- Topolánszky Tamás Harangozó Gyula-díjas táncművész, koreográfus
- Tóth Auguszta Jászai Mari-díjas színművész
- Trokán Péter Jászai Mari-díjas színművész

## 2018
- Balázs János Liszt Ferenc-díjas zongoraművész,
- Csányi Sándor Jászai Mari-díjas színművész,
- Faludi Judit Liszt Ferenc-díjas csellóművész,
- Frenák Pál Harangozó Gyula-díjas táncművész, koreográfus,
- Gáspár Tibor Jászai Mari-díjas színművész,
- Haris László Balogh Rudolf-díjas fotóművész, a Magyar Művészeti Akadémia rendes tagja,
- Meláth Andrea Liszt Ferenc-díjas operaénekes,
- Mikó István Jászai Mari-díjas színművész, rendező, előadóművész,
- Mucsi János Béla Harangozó Gyula-díjas koreográfus,
- Mucsi Zoltán Jászai Mari-díjas színművész,
- Pál Lajos Bánffy Miklós-díjas zenész, zenetanár,
- Szentkirályi Miklós Béla Munkácsy Mihály-díjas restaurátorművész, a Magyar Művészeti Akadémia rendes tagja,
- Veress Sándor László Munkácsy Mihály-díjas festőművész, a Magyar Művészeti Akadémia rendes tagja.

## 2017
- Dr. Bubnó Tamás, Liszt Ferenc díjas-karnagy, énekművész, a Liszt Ferenc Zeneművészeti Egyetem Egyházzene Tanszékének oktatója, a nyíregyházi Szent Atanáz Görögkatolikus Hittudományi Főiskola főiskolai docense, a Szent Efrém Férfikar alapítója és művészeti vezetője.
- Forgács Péter, Jászai Mari-díjas színművész, rendező, a Győri Nemzeti Színház igazgatója.
- Hamar Zsolt, Liszt Ferenc-díjas karmester, zeneszerző, a Nemzeti Filharmonikus Zenekar és a pécsi Pannon Filharmonikusok volt karmestere,
- Kabay Barna, Balázs Béla-díjas filmrendező, forgatókönyvíró, filmproducer
- Káel Csaba, Nádasdy Kálmán-díjas rendező, a Művészetek Palotája vezérigazgatója,
- Kligl Sándor, Munkácsy Mihály-díjas szobrászművész
- Kocsár Balázs, Liszt Ferenc-díjas karmester, a Magyar Művészeti Akadémia rendes tagja, a Magyar Állami Operaház főzeneigazgatója, a Pécsi Tudományegyetem tanszékvezető tanára,
- Kőváry Katalin, Jászai Mari-díjas rendező,
- Petényi Katalin, Balázs Béla-díjas filmrendező, forgatókönyvíró, művészettörténész
- Sára Ernő, Ferenczy Noémi-díjas tervezőgrafikus, a Magyar Művészeti Akadémia rendes tagja
- Schell Judit, Jászai Mari-díjas színművész
- Söptei Andrea, Jászai Mari-díjas színművész
- Ütő Endre, Liszt Ferenc-díjas operaénekes, a Magyar Állami Operaház címzetes nyugalmazott főigazgatója.

## 2016
- Berkes Kálmán, Liszt Ferenc-díjas klarinétművész, karmester, a Győri Filharmonikus Zenekar művészeti vezetője,
- Dévai Nagy Kamilla, Liszt Ferenc-díjas előadóművész, a Krónikás Zenede alapító igazgatója,
- Erdélyi Tibor, Erkel Ferenc-díjas koreográfus, tánc- és fafaragó művész, a Népművészet Mestere, a Magyar Állami Népi Együttes örökös tagja,
- Fassang László, Liszt Ferenc-díjas orgonaművész, a Liszt Ferenc Zeneművészeti Egyetem adjunktusa,
- Gombár Judit, Jászai Mari-díjas díszlet- és jelmeztervező,
- Horváth Lajos Ottó, Jászai Mari-díjas színművész,
- Kótai József, Ferenczy Noémi-díjas ötvös- és éremművész, az MMA rendes tagja,
- Lendvay József, Liszt Ferenc-díjas hegedűművész,
- Monori Lili, Jászai Mari-díjas és Balázs Béla-díjas színművész,
- Nagy Mari, Jászai Mari-díjas színművész,
- Pázmándi Antal, Ferenczy Noémi-díjas szobrász- és keramikusművész,
- Somogyi Pál György, Ferenczy Noémi-díjas iparművész, belsőépítész, az MMA rendes tagja,
- Szikora János, Jászai Mari-díjas rendező, a székesfehérvári Vörösmarty Színház igazgatója,
- Tardy László, Liszt Ferenc-díjas karnagy, az MMA rendes tagja, a budavári Nagyboldogasszony-templom (Mátyás-templom) kántor-karnagya,
- Tátrai Tibor, Liszt Ferenc-díjas gitárművész, zeneszerző, a Tátrai Band, a Latin Duó és a Tátrai Trend zenekarok alapítója és vezetője,
- Zányi Tamás, Balázs Béla-díjas hangmérnök.

## 2015
- Baska József, Munkácsy Mihály-díjas festőművész, szobrászművész
- Bencze Ilona, Jászai Mari-díjas színművész
- Bodolay Géza, Jászai Mari-díjas rendező
- Csáji Attila, Munkácsy Mihály-díjas festőművész, az MMA rendes tagja
- Hollerung Gábor, Liszt Ferenc-díjas karmester
- Illényi Katica, Liszt Ferenc-díjas hegedűművész
- Kéri Imre, Munkácsy Mihály-díjas festő- és grafikusművész
- Koltay Gábor, Balázs Béla-díjas filmrendező
- Mezei Gábor, Munkácsy Mihály-díjas belsőépítész, az MMA rendes tagja
- Oberfrank Péter, Liszt Ferenc-díjas zongoraművész, karmester
- Prunyi Ilona, Liszt Ferenc-díjas zongoraművész
- Rátóti Zoltán, Jászai Mari-díjas színművész, az MMA rendes tagja
- Spindler Béla, Jászai Mari-díjas színművész
- Szemadám György, Munkácsy Mihály-díjas festőművész, az MMA rendes tagja
- Ujlaki Dénes, Jászai Mari-díjas színművész
- Záborszky Kálmán, Liszt Ferenc-díjas karmester, az MMA rendes tagja

## 2014
- Richter József Jászai Mari-díjas artistaművész, a Fővárosi Nagycirkusz igazgatója;
- Szalai Györgyi Éva Balázs Béla-díjas filmrendező;
- Vitézy László Balázs Béla-díjas producer, forgatókönyvíró, filmrendező;
- Hunyadkürti György a Csiky Gergely Színház Jászai Mari-díjas színművésze;
- Szokolay Ottó, a Nemzeti Színház Jászai Mari-díjas színművésze;
- Schnell Ádám a Nemzeti Színház Jászai Mari-díjas színművésze;
- Szerednyey Béla a Madách Színház Jászai Mari-díjas színművésze
- Rajhona Ádám a Vígszínház Jászai Mari-díjas színművésze;
- Für Anikó az Örkény István Színház Jászai Mari-díjas színművésze;
- Pannonhalmi Zsuzsa Ferenczy Noémi-díjas keramikus iparművész, a Magyar Alkotóművészek Országos Egyesületének ny. alelnöke, a Wartha Vince Kerámiaművészeti Alapítvány elnöke;
- Szenes István Ybl Miklós-díjas belsőépítész, a Szenes Design Stúdió ügyvezető igazgatója, a Magyar Művészeti Akadémia tagja;
- Dobra János Liszt Ferenc-díjas karnagy, a Budapesti Tomkins Énekegyüttes karmestere, művészeti vezetője;
- Farkas Zoltán táncművész, koreográfus, a Budapest Kortárstánc Főiskola, a Liszt Ferenc Zeneművészeti Egyetem és a Színház- és Filmművészeti Egyetem tanára;
- Mihályi Gábor a Hagyományok Háza – Magyar Állami Népi Együttes művészeti vezetője, Harangozó Gyula-díjas táncművész;
- Németh Judit a Magyar Állami Operaház Liszt Ferenc-díjas operaénekese.

## 2013
- Bajcsay Mária Jászai Mari-díjas színművész
- Csurka László Jászai Mari-díjas színművész, rendező
- Kentaur (Erkel László) Jászai Mari-díjas díszlet- és jelmeztervező
- Gulyás Gyula Balázs Béla-díjas filmrendező, a MMA r. tagja
- Gulyás János Péter Balázs Béla-díjas filmrendező, operatőr, a MMA r. tagja
- Györfi Sándor Munkácsy Mihály-díjas szobrász- és éremművész
- Kisfaludy András Balázs Béla-díjas filmrendező, producer
- Körtvélyessy Zsolt Jászai Mari-díjas színművész
- Meszléry Judit Jászai Mari-díjas színművész
- Molnár Kálmán Munkácsy Mihály-díjas tervezőgrafikus
- Nagy Anna Jászai Mari-díjas színművész
- Sunyovszky Szilvia Jászai Mari-díjas színművész
- Szűcs Nelli Jászai Mari-díjas színművész
- Tillai Aurél Liszt Ferenc-díjas zeneszerző, karnagy
- Voith Ági Jászai Mari-díjas színművész

## 2012
- Bogdán Zsolt Jászai Mari-díjas színművész
- Csikos Sándor Jászai Mari-díjas színművész
- Hirtling István Jászai Mari-díjas színművész
- Keller András Liszt Ferenc-díjas hegedűművész
- Kesselyák Gergely Liszt Ferenc-díjas karmester
- Lugossy Mária Munkácsy Mihály-díjas érem- és szobrászművész
- Nemcsák Károly Jászai Mari-díjas színművész
- Rónai Éva Ferenczy Noémi-díjas textilművész
- Sárkány Győző Ferenczy Noémi-díjas grafikusművész
- Selmeczi György Erkel Ferenc-díjas zeneszerző, karmester
- Szarvas József Jászai Mari-díjas színművész
- Tordai Hajnal Jászai Mari-díjas jelmeztervező
- Tordai Teri Jászai Mari-díjas színművész
- Trill Zsolt Jászai Mari-díjas színművész
- Virágh András Liszt Ferenc-díjas orgonaművész, karnagy

## 2011
- Both András díszlet és jelmeztervező
- Császár Angela Jászai Mari-díjas színésznő
- Dresch Mihály Liszt Ferenc-díjas szaxofonművész
- Dózsa László színművész
- Gyöngyössy Katalin Jászai Mari-díjas színésznő
- Harsányi Gábor kétszeres Jászai Mari-díjas színművész
- Hauser Beáta Ferenczy Noémi-díjas textilművész
- Kathy-Horváth Lajos zeneszerző, előadóművész
- Kisléghi Nagy Ádám festőművész
- L. Kecskés András lantművész
- Nagy József táncművész, koreográfus
- Pitti Katalin Liszt Ferenc-díjas operaénekes
- Ráckevei Anna Jászai Mari-díjas színésznő
- Senkálszky Endre színművész, rendező
- Stefanovits Péter Munkácsy Mihály-díjas festő- és grafikusművész

## 2010
- Bándi János operaénekes
- Beregi Péter színművész
- Csuja Imre Jászai Mari-díjas színművész
- Erdei Péter Liszt Ferenc-díjas karmester
- Fekete Ernő Jászai Mari-díjas színművész
- Haász István Munkácsy Mihály-díjas festő- és grafikusművész
- Halasi Imre Jászai Mari-díjas rendező
- Korcsmáros György Jászai Mari-díjas színművész, rendező
- László Attila Liszt Ferenc-díjas zeneszerző, gitárművész
- Lorán Lenke Jászai Mari-díjas színművész
- Sümegi Eszter operaénekes
- Szervét Tibor Jászai Mari-díjas színművész
- Szikora Tamás Munkácsy Mihály-díjas festőművész
- Thész Gabriella Liszt Ferenc-díjas karnagy
- Türk Péter képzőművész
- Venczel Vera Jászai Mari-díjas színművész

## 2009
- Bazsinka Zsuzsanna, a Magyar Állami Operaház magánénekese
- Gáyor Tibor festőművész
- Gyémánt László festőművész
- Jávori Ferenc zeneszerző
- Kerekes Éva Jászai Mari-díjas színművész
- Kerekes Gábor Balázs Béla-díjas fotóművész
- Medvigy Gábor Balázs Béla-díjas operatőr
- Szecsődi Ferenc Liszt Ferenc-díjas hegedűművész
- Szombathy Gyula, a Radnóti Miklós Színház Jászai Mari-díjas színművésze
- Tóth Ildikó Jászai Mari-díjas színművész

## 2008
- Csomay Zsófia Ybl Miklós-díjas belsőépítész,
- Gál Tamás Liszt Ferenc-díjas karmester,
- Goda Gábor Harangozó Gyula-díjas koreográfus-rendező,
- Kalocsai Zsuzsa Jászai Mari-díjas színművész-énekes,
- Mácsai Pál Jászai Mari-díjas színész-rendező,
- Mohácsi János Jászai Mari-díjas rendező,
- Roboz Ágnes koreográfus, táncpedagógus,
- Roskó Gábor Munkácsy Mihály-díjas festőművész, grafikus,
- Szilágyi Lenke Balogh Rudolf-díjas fotóművész, valamint
- Takács Katalin Jászai Mari-díjas színművész.

## 2007
- Baricz Katalin, Balogh Rudolf-díjas fotóművész sokszínű szakmai tevékenységéért, a kortárs magyar fotóművészet terén kifejtett következetes és iskolateremtő munkásságáért;
- Barta Dóra, Harangozó Gyula-díjas táncművész, a Szegedi Kortárs Balett vezető szólistája magas technikai színvonalon végzett, nagy érzékenységű művészi munkájának, a hazai modern táncéletben kimagasló kvalitású alakításainak elismeréseként;
- Berkes János operaénekes, a Magyar Állami Operaház magánénekese az operairodalom nagy tenorszerepeinek kiemelkedő művészi színvonalú, ihletett tolmácsolásáért;
- Deák Krisztina, Balázs Béla-díjas filmrendező egész estés mozifilmjeinek színvonalas megvalósításáért, szakmai tevékenységének elismeréseként;
- Forgács Péter, Balázs Béla-díjas filmrendező, médiaművész a XX. századi polgárság életformájának hiteles bemutatásáért, nemzetközi sikereket elért, egyéni stílusú filmjeiért, magas színvonalú értékmegőrző munkásságáért;
- Galántai György, Munkácsy Mihály-díjas képzőművész több évtizedes alkotói és művészetszervezői tevékenységéért, az alternatív művészet alakításában és archiválásában játszott kulcsfontosságú szerepéért;
- Kalmár Tibor, Jászai Mari-díjas rendező a humor kiváló ismerőjeként számos nagy sikerű színpadi és televíziós előadás létrehozásáért;
- Kovács László, Liszt Ferenc-díjas karmester, a Miskolci Szimfonikus Zenekar művészeti vezetője, a Magyar Rádió Szimfonikus Zenekarának karmestere több évtizedes, kiemelkedő színvonalú művészi és zenekarvezetői munkásságáért;
- Kókay Krisztina, Ferenczy Noémi-díjas textilművész a monumentális kárpitművészet tradícióinak és formanyelvének megújítása terén elért eredményeiért, magas színvonalú, következetes munkásságáért;
- Mihályi Győző, Jászai Mari-díjas színművész, a Pesti Magyar Színház és a József Attila Színház színművésze több évtizedes kiemelkedő színészi eredményeiért.

## 2006
- Csűrös Karola színművész, művészi alázattal és odaadással megformált színpadi szerepeiért, a közönség szeretete által kísért film- és televíziós alakításaiért
- Frankó Tünde a Magyar Állami Operaház magánénekese, az operairodalom kiemelkedő szerepeinek magas művészi színvonalú tolmácsolásáért
- Gaál Tamás szobrászművész, a kortárs hazai szobrászatban kifejtett magas művészi színvonalú munkásságáért és a Pécsi Tudományegyetem Művészeti Karán végzett oktatói tevékenységéért
- Heller Tamás színművész, a Mikroszkóp Színpad népszerű művészének több évtizedes sokoldalú szerzői és előadóművészi tevékenységéért
- Janisch Attila filmrendező, az álom és valóság határán mozgó, figyelemreméltóan magával ragadó, és a magyar filmművészetben eredeti hangvételt képviselő filmalkotásaiért
- Pásztor Erzsi színművész, a Madách Színház sokoldalú színészegyéniségének, aki soha nem csillapodó energiával, magas művészi színvonalon formálja meg a legváltozatosabb karaktereket
- Román Sándor táncművész, az Experidance Társulat művészeti vezetőjének, a magyar tánckultúra magas művészi színvonalú népszerűsítéséért, sikeres koreográfusi munkásságáért
- Solymosi Tamás balettművész, kiemelkedő művészi tevékenységéért, odaadó pedagógiai és sikeres koreográfusi munkásságáért
- Szebeni András fotóművész, kiemelkedő fotóriporteri és fotóművészi munkásságáért
- Záborszky Gábor festőművész, a nemzetközi kontextusban is kiemelkedő művészi munkásságáért és a kortárs magyar képzőművészet népszerűsítéséért

## 2005
- Almási Tamás filmrendező, a rendszerváltással kapcsolatos társadalmi problémák hiteles és művészi feltárásáért, kiemelkedő dokumentumfilmes munkásságáért
- Bátori Éva opera- és magánénekes, az operairodalom kiemelkedő szerepeinek ihletett, magas művészi színvonalú tolmácsolásáért
- Börcsök Enikő színművész, az egyetemes magyar színjátszás nagy formátumú színészegyéniségének
- Juronics Tamás táncművész, koreográfus, a Szegedi Kortárs Balett élén művészeti vezetőként, koreográfusként végzett kimagasló alkotói munkájáért
- Kiss János balettművész, a Győri Balett Társulata élén művészeti igazgatóként, valamint a Magyar Táncművészek Szövetsége elnökeként a magyar táncművészetért végzett kimagasló tevékenységéért
- Lovas Ilona képzőművész, a képző- és iparművészet határterületein kialakított egyéni hangvételű szakmai munkájáért
- Makláry László zeneigazgató, karmester, a zenés színházi műfaj magyar és nemzetközi alkotásainak magas színvonalú zenei megvalósításáért, a Budapesti Operettszínházban folytatott több évtizedes zeneigazgatói tevékenységéért
- Málnay Levente nyugalmazott főrendező, a televíziós filmművészet területén létrehozott magas színvonalú, kiemelkedően gazdag szakmai munkásságáért
- Meczner János rendező, igazgató, kiváló társulatépítő munkájáért és a műfaji sokszínűségben megmutatkozó rendezői tevékenységéért
- Orosz István grafikus, rajzfilmrendező, festő, műfajilag sokszínű és gazdag alkotótevékenységéért

## 2004
- Benkő Imre fotóművész
- Fokanov Anatolij operaénekes
- Harangozó Gyula koreográfus
- Kállai Bori színművész
- Kovács Lajos színművész
- Ladányi Andrea táncművész
- Medveczky Ilona táncművész, filmszínész
- Pinczehelyi Sándor festőművész
- Ujházi Péter festőművész
- Zádori Ferenc operatőr

## 2003
- Banga Ferenc grafikus
- Dés László zenész
- Gálffi László színművész
- (Szahakján) Lukács Gyöngyi operaénekes
- Máté Gábor színművész, rendező
- Molnár György filmrendező
- Id. Nagy Zoltán balettmester
- Piros Ildikó színművész
- Popova Aleszja balettművész
- Radnóti Zsuzsa dramaturg

## 2002
- Fábry Sándor humorista, előadóművész
- Kubik Anna színművész
- Ligeti András hegedűművész, karmester
- Oszvald Marika színművész
- Páll Lajos festőművész, költő
- Péreli Zsuzsa kárpit- és gobelinművész
- Szakcsi Lakatos Béla dzsessz-zongoraművész, zeneszerző
- Szegő György építész, látvány- és díszlettervező, művészeti író
- Tompa Gábor rendező, költő
- Zarnóczai Gizella táncművész, balettmester
- Zsuráfszky Zoltán táncművész, koreográfus

## 2001
- Bács Ferenc színművész
- Bozsik Yvette táncművész
- Földi Péter festőművész
- Kertesi Ingrid operaénekes
- Máthé Tibor operatőr
- Pap Vera színművész
- Párkai István karnagy, nyugdíjas tanszékvezető egyetemi tanár
- Szacsvay László színművész
- Szász János filmrendező
- Végh Krisztina magántáncos

## 2000
- Bubik István színművész
- Ef Zámbó István festőművész
- Enyedi Ildikó filmrendező
- Geiger György Kossuth- és Liszt Ferenc-díjas trombitaművész
- Kárpáti Tamás festőművész
- Kovalik Balázs operarendező
- Kovács Péter képzőművész
- Nagy-Kálózy Eszter színművész
- Sáry László zeneszerző
- Szirtes Ági színésznő

## 1999
- Bakos Ildikó, szobrászművész
- Dörner György, színművész
- Dubrovay László zeneszerző
- Gáspár Sándor, színművész
- Hollósi Frigyes színművész
- Lovas Pál táncművész
- Markovics Ferenc fotóművész
- Papp Oszkár festő
- Rost Andrea operaénekes
- Sebestény Katalin balettmester

## 1998
- Gruber Hugó színművész
- Hernádi Judit színművész
- Igó Éva színésznő
- Klimó Károly festőművész
- Lantos István zongora- és orgonaművész
- Misura Zsuzsa operaénekes
- Sári József zeneszerző
- Valló Péter rendező
- Veress Pál festőművész
- Réti János hangmérnök

## 1997
- Bán János színművész
- Bohus Zoltán szobrászművész
- Bukta Imre képzőművész
- Csavlek Etelka énekművész, keramikus
- Dunai Tamás színművész
- Falvai Sándor zongorista
- Gross Arnold Kossuth-díjas grafikus
- Grunwalsky Ferenc filmrendező, operatőr
- Lukáts Andor színész
- Nádler István festőművész

## 1996
- Berczelly István operaénekes
- Csákányi Eszter színművésznő
- Eszenyi Enikő Kossuth-díjas színművésznő
- Harasztÿ István szobrászművész
- Kovács János karmester
- Kulka János színművész
- Péter Vladimir szobrász-, éremművész
- Szabó Gábor operatőr
- Vidovszky László zeneszerző
- Volf Katalin táncművész

## 1991-1995
Nem adományoztak

## 1990
- Bárány Frigyes színész
- Bozóky István színművész
- Böszörményi Géza magyar filmrendező, forgatókönyvíró
- Cs. Kovács László szobrász
- Devich János gordonkaművész
- Egervári Klára színésznő
- Eichner Tibor táncos
- Ernyei Sándor tervezőgrafikus
- Falvay Attila hegedűművész
- Fias Gábor
- Gaubek Júlia belsőépítész
- Gothár Péter filmrendező
- Gulyás Gyula szobrász
- Hágai Katalin táncművész
- Horling Róbert fotóművész
- Horváth Jenő színész
- Horváth Z. Gergely filmrendező
- Jeney Zoltán zeneszerző
- Kardos Ferenc filmrendező
- Kardos Sándor operatőr
- Kemenes Fanni jelmeztervező
- Kútvölgyi Erzsébet színésznő
- Lendvay Ilona iparművész
- Lukács Sándor színművész
- Macskássy Katalin filmrendező
- Major János grafikus
- Merényi Zsuzsa balettmester
- Mészöly Katalin operaénekes
- Mihályfy Sándor filmrendező
- Németh József operaénekes
- Presser Gábor zeneszerző, zongorista, énekes
- Simon Zoltán
- Szabados Árpád festő
- Szabó Tamás hegedűművész
- Székely György színháztörténész, rendező, színigazgató
- Timár Sándor táncos
- Vas János
- Veres Lajos iparművész, belsőépítész

## 1989
- Balogh Ágoston táncos
- Batári László festő
- Bede-Fazekas Csaba magánénekes
- Benedek András
- Benedek Miklós színművész
- Cakó Ferenc alkalmazott grafikus, animációsfilm-rendező
- Cserny József formatervező
- Dienes Gábor festőművész
- Farkas Ádám szobrászművész
- Gáti István operatőr
- Gazdag Gyula rendező
- Gosztonyi János színész, rendező, drámaíró, dramaturg
- Grendel Lajos szlovákiai magyar író, kritikus, egyetemi tanár
- Gyulai Líviusz grafikusművész
- Hegedűs D. Géza színész
- Hencze Tamás festőművész
- Horváth Márton iparművész
- Juhász József magánénekes
- Keleti István rendező
- Kern András színművész, rendező, író, énekes, humorista
- Keserü Ilona festőművész
- Koncz Zsuzsa előadóművész
- Kósa Ferenc filmrendező
- Kricskovics Antal koreográfus
- Makai Péter díszlet- és jelmeztervező
- Medveczky Ádám karmester
- Molnár András operaénekes
- Nagygyörgy Sándor festő- és fotóművész
- Pataky Imre bábszínész
- Perényi Eszter hegedűművész
- Petrik József színész
- Pintér György hangmérnök
- Pongrácz Zoltán zeneszerző
- Rétfalvi Sándor szobrász
- Simor Ottó színművész
- Singer Éva filmvágó
- Várady Sándor szobrászművész
- Vári Éva színésznő
- Wieber Marianna jelmeztervező

## 1988
- András Ferenc filmrendező, forgatókönyvíró
- Antal Imre zongorista, színész, műsorvezető
- Ascher Tamás rendező
- Bakó József díszlettervező
- Bálint András színész, versmondó, színházigazgató
- Berczeller Rezső szobrász
- Bódy Irén, textilművész
- Czigány György író, költő, zenei szerkesztő
- Dobai Vilmos színpadi rendező
- Fábián Márta cimbalomművész
- Ilosfalvy Róbert operaénekes
- Jánoskúti Márta jelmeztervező
- Jászai László, színművész
- Karizs Béla operaénekes
- Kézdy György színművész
- Kincses Veronika opera-énekesnő
- Kristóf István cirkuszigazgató
- Léner Péter rendező, színigazgató
- Lóránt János Demeter festőművész
- Mezei István operatőr
- Miszlay István rendező
- Oszter Sándor színművész
- Paizs László festő, szobrász, grafikus
- Pápai Erzsi színésznő
- Sajdik Ferenc karikaturista, grafikus
- Sárai Tibor zeneszerző
- Sas István filmrendező
- Schmal Károly festő
- Simó Sándor filmrendező
- Szakály György táncművész, balettigazgató
- Szakály Márta színművész
- Szalay Ferenc festőművész
- Szatmári István színész
- Szenes Iván magyar író, dalszövegíró, dramaturg, zeneszerző
- Tóth József fotóművész
- Tóth Tibor Pál belsőépítész
- Tőzsér Árpád író, költő
- Vajda László színész
- Wessely Ferenc

## 1987
- Balázsovits Lajos, színművész
- Balla Demeter fotóművész
- Bánki László
- Banovich Tamás filmrendező
- Benedek György festő
- Bodnár Erika, színművész
- Bolmányi Ferenc festő
- Csiszár Imre rendező
- Darvas Árpád grafikus
- Faludy László, színművész
- Farkas István
- Friedrich Ádám kürtművész
- Gálvölgyi János színész
- Gerzson Pál festőművész
- Gross Arnold grafikus
- Gyarmathy Lívia, filmrendező
- Hidas Frigyes, zeneszerző
- Horváth Gyula, színművész
- Ispánki József, éremművész, szobrászművész
- Jandó Jenő, zongoraművész
- Keleti Éva, fotográfus
- Kemény Henrik, bábművész
- Kocsár Miklós, zeneszerző
- Kocsis Albert, hegedűművész
- Kozák László színész
- Lubik Hédy, hárfaművész
- Mestyán Tibor, operatőr
- Nógrádi Róbert rendező
- Pogány Judit, színésznő
- Réti Csaba operaénekes
- Rózsa János filmrendező
- Sándor János, színházi rendező
- Schiffer Pál filmrendező
- Schrammel Imre iparművész
- Seregi László rendező
- Szabadi Edit táncos
- Szekeres Károly keramikus
- Takács Gábor filmrendező
- Ternovszky Béla, rajzfilmrendező
- Turay Ida, színésznő

## 1986
- Blaskó Péter színművész
- Csala Zsuzsa színésznő
- Cserhalmi György színművész
- Czigány Tamás dokumentum filmrendező
- Decsényi János zeneszerző
- Demján Éva előadóművész
- Drahota Andrea színésznő
- Fehér György operatőr
- Gyurkó Henrik bábszínész
- Hegedűs István grafikusművész
- Horkai János színész
- Horváth Zoltán rendező
- Iglódi István színész
- Janzer Frigyes éremművész
- Jordán Tamás színész, rendező, színigazgató
- Kaló Flórián színművész
- Kaszás Ildikó balett-táncos
- Király Levente színművész
- Kocsis Sándor operatőr
- Kő Pál szobrászművész
- Lőcsei Jenő táncművész, koreográfus
- Lugossy László filmrendező
- Matuz István fuvolaművész
- Onczay Csaba gordonkaművész
- Pákozdi János színész
- Pásztor Gábor grafikus
- Pege Aladár nagybőgőművész
- Polgár László operaénekes
- Richly Zsolt rajzfilmrendező, animátor, grafikus
- Révész László karnagy
- Simon Albert karmester, zenetudós
- Szegedi Erika színművész
- Szemethy Imre grafikusművész
- Szenes Zsuzsa textilművész, grafikus
- Tóth István fotóművész
- Würtz Ádám grafikus, könyvillusztrátor
- Zolnay Pál filmrendező, dramaturg

## 1985
- Andor Tamás operatőr
- B. Nagy János operaénekes
- Bartusz György képzőművész, szobrász (89-ben visszaadta)
- Csajbók Terézia
- Dráfi Mátyás színész
- Fülemile Tibor fagottművész
- Gera Zoltán színművész
- Gombos Katalin színművész
- Gulyás Dénes operaénekes
- Gyarmathy Tihamér festőművész
- Hámori Ildikó színművész
- Kelemen József formatervező
- Koltai Róbert színművész
- Konrád György brácsaművész
- Kóti Árpád színművész
- Králik János
- Láng István zeneszerző
- Lendvay Ferenc rendező, színigazgató
- Ligeti Erika szobrászművész
- Lossonczy Tamás festőművész, grafikus
- Lukács Lóránt operatőr, filmrendező
- Major Pál színész
- Máriáss József színész
- Mentes József színművész
- Mészáros Márta filmrendező
- Molnár Edit fotóművész
- Nemere László filmrendező
- Novák Ferenc koreográfus, rendező, etnográfus
- Nyilassy Judit színházi rendező
- Pászti Miklós zeneszerző
- Pataky Jenő színész, rendező
- Petur Ilka színésznő
- Rékassy Csaba grafikus, festőművész
- Sas József színművész, humorista
- Simon Géza színművész
- Somló Tamás operatőr
- Sváby Lajos festőművész
- Szabó Erzsébet üvegművész
- Szőnyi Nóra táncosnő
- Tahi Tóth László színművész, szinkronszínész
- Túry Mária festőművész
- Vaszkó Erzsébet festőművész
- Vajda Béla filmrendező
- Varga András operaénekes
- Vágó Nelly jelmeztervező
- Vayer Tamás díszlettervező
- Weisz Nándor artista

## 1984
- Babarczy László rendező, színigazgató
- Berki Viola festőművész, grafikus
- Bitskey Tibor színész
- Bozay Attila zeneszerző
- Csengery Adrienne előadóművész
- Csőke József filmrendező
- Felföldi Anikó színésznő[16]
- Féner Tamás fotóművész
- Fischer Iván karmester
- Fóth Ernő festőművész
- Fülöp Zsigmond színművész
- Györgyfalvay Katalin koreográfus, táncművész
- Jankovics Marcell rajzfilmrendező, grafikus, könyvillusztrátor, kultúrtörténész, író, politikus
- Kalló Viktor szobrász
- Kende János operatőr
- Király László belsőépítész
- Kocsis Zoltán karmester, zongoraművész és zeneszerző
- Kovács Gyula bábszínész, rendező
- Kováts Kolos operaénekes
- Makrisz Zizi festőművész
- Marton László filmrendező, színigazgató, (2. Érdemes művész díj)
- Moór Marianna színésznő
- Patassy Tibor színművész
- Patkós Irma színésznő, primadonna
- Préda Tibor filmrendező
- Radó Vilmos színművész, színigazgató
- Ránki Dezső zongoraművész
- Révész Mária dramaturg
- Sárközy Zoltán színművész
- Schéner Mihály festő, grafikus, szobrász, keramikus, bábtervező
- Schubert Éva színművész
- Spányik Éva színművész
- Székely László díszlettervező
- Tóth János operatőr, rendező, dramaturg
- Végvári Tamás színész

## 1983
- Auth Henrik
- Barlay Zsuzsa énekesnő
- Bárdy György színész
- Béres Ilona színésznő
- Bornyi Gyula operatőr
- Csikszentmihályi Róbert szobrászművész
- Duba Gyula szlovákiai magyar író
- Durkó Zsolt magyar zeneszerző, főiskolai tanár, író
- Fett Jolán textilművész
- Gordon Zsuzsa színművész
- Halász Judit színésznő, énekesnő
- Háray Ferenc bábszínész
- Huszti Péter színész, rendező
- Jánosa Lajos díszlettervező
- Kabos László színész, komikus
- Keveházi Gábor táncos, koreográfus
- Koós Olga színművész
- Korniss Péter fotóművész
- Kovács Lóránt fuvolaművész
- Mészáros András karikaturista
- Miklósy György színművész
- Nagy Attila színművész
- Pataki Ferenc fejszámolóművész
- Patay László festőművész
- Reisenbüchler Sándor animációsfilm-rendező
- Romhányi József költő
- Róna Emmy festőművész
- Schuller Imre operatőr, filmrendező
- Simon György színész
- Szendrey-Karper László gitárművész
- Tokody Ilona operaénekes
- Tóth Sándor koreográfus
- Török Tamás rendező
- Tyll Attila színművész
- Vass Éva színművész
- Zsombolyai János filmrendező

## 1982
- Békés Itala színművésznő
- Bíró Miklós operatőr
- Esztergályos Cecília színművésznő
- Fekete Tibor színész
- Gelley Kornél színművész
- Gyimesi Kálmán operaénekes
- Hajdufy Miklós televíziós rendező, forgatókönyvíró
- Harkányi Endre színművész
- Hemző Károly fotóművész
- Kemény Éva grafikusművész
- Koltai Lajos operatőr, rendező
- Komlóssy Erzsébet opera-énekesnő
- Koncz Gábor színész, színházi rendező
- Koós Iván báb- és díszlettervező
- Márkus Éva szinkronrendező
- Melocco Miklós szobrászművész
- Metzger Márta táncos
- Mialkovszky Erzsébet jelmeztervező
- Mikes Lilla előadóművész
- Oberfrank Géza karmester
- Pongor Ildikó táncművész
- Romvári József díszlettervező
- Sapszon Ferenc karnagy
- Sebestyén János orgonaművész
- Sinkó László színművész
- Sós László grafikus
- Szabó István filmrendező
- Szentpál Mónika tánc- és előadóművész
- Szilágyi Tibor színművész
- Szuppán Irén textilművész
- Temessy Hédi színművész
- Tímár Éva színművész
- Uhrik Teodóra táncművész, balettpedagógus
- Vadas Kiss László operaénekes
- Vajda Dezső színész, operaénekes

## 1981
- Asszonyi Tamás szobrászművész
- Balázs Árpád zeneszerző
- Begányi Ferenc operaénekes
- Bodrossy Félix filmrendező
- Csapó János színész
- Czeizing Lajos fotóművész
- Dömölky János filmrendező
- Elekes Pál színész
- Esztergályos Károly rendező, forgatókönyvíró
- Fekete György belsőépítész
- Gaál István filmrendező
- Gál István rendező
- Gergely Ferenc orgonaművész
- Kelen Péter operaénekes
- Kerényi Imre rendező, színigazgató, egyetemi tanár, politikus
- Knoll István operatőr
- Koffán Károly fotóművész
- Koós Iván báb- és díszlettervező
- Kozák András színész
- Lehoczky Zsuzsa színművésznő
- Lendvay Kamilló zeneszerző
- Lestár János filmrendező
- Margitai Ági színész, színművész
- Margittay Sándor karmester
- Markó Iván táncművész, koreográfus
- Mátay Lívia díszlettervező
- Molnár Piroska színművész
- Pődör Béla karnagy
- Rolla János hegedűművész
- Schütz Ila színésznő
- Solti Gizella iparművész, gobelintervező
- Soproni József zeneszerző
- Szabó Sándor színművész
- Szoboszlai Sándor színművész
- Szöllősy Irén bábművész
- Zámbó István karnagy
- Zsámbéki Gábor rendező

## 1980
- B. Megyeri Gabriella filmrendező
- Baross Gábor karnagy
- Barta Mária színművész
- Benedek Árpád színművész
- Béres Ferenc
- Csákány Márta szinkronrendező
- Demeter Hedvig színésznő
- Domahidy László operaénekes
- Fehér Miklós díszlettervező
- Gaál Éva balettművész
- Gábor Pál filmrendező
- Gémes József rajzfilmrendező

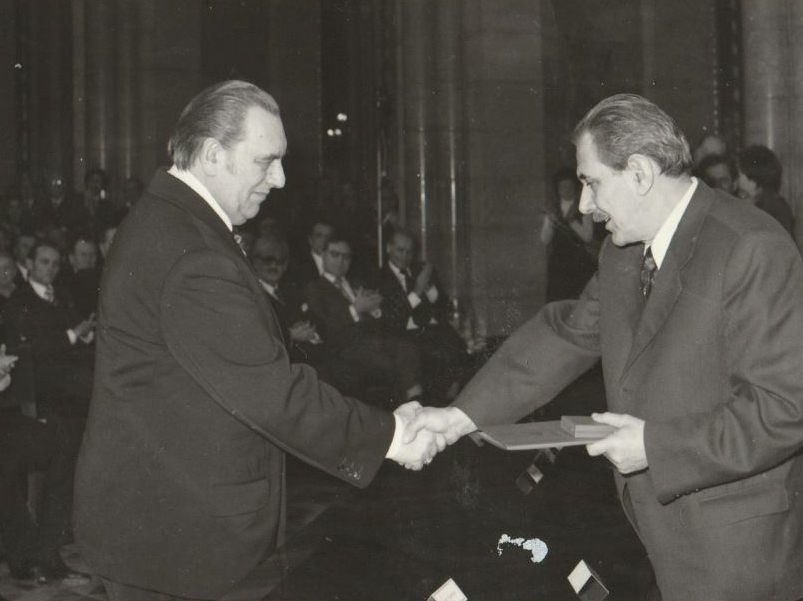
Domahidy László operaénekes átveszi a díjat Aczél Györgytől

- Gergely István belsőépítész, tanár
- Győry Emil színművész
- Hara László fagottművész
- Haumann Péter színművész, rendező
- Horváth Tivadar színész
- Kalmár Magda opera-énekesnő
- Kiss Roóz Ilona keramikus
- Kiss Sándor szobrászművész
- Kurtág György zeneszerző
- Lehoczky Éva énekesnő
- Lengyel György rendező
- Luzsicza Lajos festő
- Magyar József filmrendező
- Németh József festő
- Németh Sándor színművész
- Pécsi Ildikó színésznő
- Plesnivy Károly textiltervező, festő, iparművész, főiskolai és egyetemi tanár
- Rados Ferenc zongoraművész
- Ragályi Elemér operatőr
- Tordy Géza színész
- Tréfás György operaénekes
- Vajda Ernő fotóművész

## 1979
- Bedécs Sándor belsőépítész
- Bozó László dramaturg, rádiós szerkesztő
- Csákányi László színművész, énekes
- Gregor József operaénekes
- Gyöngyössy Imre filmrendező
- Hildebrand István operatőr
- Horváth József színművész
- Illés Gyula szobrász
- Kállay Ilona színésznő
- Kántor Andor festő
- Kende Márta rendező
- Kertész Gyula rendező
- Kun Vilmos színművész
- Lelkes Ágnes operaénekes
- Madarassy Walter éremművész
- Menyhárt Jacqueline táncosnő
- Orosz János festő
- Pásztor János színész
- Sarlai Imre színművész
- Sándor Pál filmrendező, forgatókönyvíró, producer
- Suka Sándor színművész
- Sütő Irén színésznő
- Tusa Erzsébet zongoraművész
- Vasadi Balogh Lajos karmester
- Zelenák Crescencia grafikus, tanár, bélyegtervező

## 1978
- Almási Éva színművésznő
- Balassa Sándor zeneszerző
- Bágya András zeneszerző
- Bogár Richárd táncos
- Breitner Tamás karmester, zeneigazgató
- Csányi Árpád díszlettervező
- Csomós Mari színművésznő
- Dargay Attila filmrendező
- Fehér Tibor színész
- Forgách József balettművész
- Gábor Marianne festőművész
- Garas Dezső színművész
- Göndör Klára színművész
- Gyarmati Anikó színművész
- Hajnal Gabriella iparművész
- Horváth Ádám rendező
- Huszárik Zoltán filmrendező
- Katkics Ilona filmrendező
- Korniss Dezső festőművész
- Körmendi János színművész
- Lehotka Gábor orgonaművész
- Madaras József színész
- Marton Frigyes rendező, színigazgató
- Meizl Ferenc klarinétművész
- Morell Mihály festőművész, filmvágó
- Németh István belsőépítész
- Németh János szobrászművész
- Németh József fotóművész
- Németh Marika énekesnő, színművész
- Pálos Imre énekes
- Raksányi Gellért színművész
- Sárosdy Rezső színész
- Sass Sylvia színművész
- Szabó Miklós karnagy
- Székely Gábor rendező
- Sztankay István színművész
- Szurcsik János festőművész
- Várhelyi Endre operaénekes
- Vasas Károly szobrászművész

## 1977
- Barta Éva keramikus
- Berényi Gábor rendező
- Borbély Gyula karmester
- Czímer József dramaturg, műfordító
- Csekovszky Árpád keramikus
- Diósy Antal festőművész, grafikus
- Drégely László festőművész
- Engelsz József ötvös
- Foky Ottó rajzfilmrendező
- Gabos Gábor zongoraművész
- Gabriel Frigyes belsőépítész
- Gerbár Tibor színész
- Hofi Géza humorista
- Horváth Bálint operaénekes
- Huszár Klára operarendező
- Kass János Kossuth-díjas magyar grafikus, szobrász, bélyegtervező, kiváló művész
- Kiss Kovács Gyula szobrászművész
- Kovács János színész
- Külkey László operaénekes
- Marosán László szobrász
- Máté András Munkácsy Mihály-díjas grafikus, plakáttervező
- Mécs Károly színművész
- Németh Aladár formatervező
- Németh Éva textiltervező
- Palásthy György filmrendező
- Pártay Lilla táncművész, koreográfus
- Ruszt József rendező
- Sólyom-Nagy Sándor operaénekes
- Szabó Zoltán festőművész
- Vámos Ágnes énekes
- Vámos László fotóművész
- Varga Géza rendező

## 1976
- Andor Éva operaénekes
- Csernus Mariann színművész
- Eigel István festő
- Eötvös Gábor artista, zenebohóc
- Fehéri Tamás filmrendező, operatőr
- Inke László színművész
- Kálmán Kata fotóművész
- Kertész László rendező
- Koltay Valéria énekesnő
- Korondi György énekes
- Kovács Mária színművész
- Lesenyei Márta éremművész
- Leviczky Andor színművész
- Mádi Szabó Gábor színművész
- Majoros János szobrász
- Márkus László színművész
- Máthé Erzsi színművésznő
- Papp Gábor grafikus
- Perényi Miklós gordonkaművész, tanár
- Psota Irén színművésznő, énekesnő
- Redő Ferenc festőművész
- Rényi Tamás filmrendező
- Ruzicskay György festőművész
- Sík Ferenc rendező
- Sík Igor operatőr
- Sinkó György énekes
- Staindl Katalin szobrász
- Sugár Rezső zeneszerző
- Szalma Ferenc énekes
- Szemere Vera színművész
- Szokolay Sándor zeneszerző, egyetemi tanár
- Szumrák Vera táncos
- Szurcsik János festőművész
- Tóth Menyhért festőművész
- Zempléni Kornél zongoraművész
- Zsigmondi Boris rendező, fotóművész

## 1975
- Anna Margit festőművész
- Aszódi Weil Erzsébet festőművész
- Barlay Gusztáv rendező
- Bartha László festőművész
- Blaski János festőművész, tanár
- Czinke Ferenc grafikus
- Czóbel Anna operatőr
- Feledy Gyula Kossuth-díjas grafikus és festő
- Fifilina József rendező, operatőr
- Fogarassy Mária színésznő
- Gáti József színművész
- Gorka Lívia Munkácsy-díjas magyar keramikus, érdemes művész
- György István filmrendező
- Hadics László színész
- Hidas Hedvig táncművész, koreográfus
- Horváth Sándor színművész
- Ilosvay Katalin színésznő
- Kaján Tibor grafikus, karikaturista
- Kassitzky Ilona festő, grafikus
- Kékesi Mária táncos
- Kibédi Ervin színész, komikus
- Kiss István szobrászművész
- Komlós János író, humorista, színigazgató
- Kövecses Béla énekes
- Latinovits Zoltán színész
- Marsay Magda énekesnő
- Marton László rendező, színigazgató
- Őze Lajos színművész
- Palócz László operaénekes
- Petrovics Emil zeneszerző
- Sárközy István zeneszerző
- Schäffer Judit jelmeztervező
- Sziklay Erika énekesnő
- Szőnyi G. Sándor filmrendező
- Tábori Nóra színművésznő
- Ifj. Tildy Zoltán fotóművész
- Turján Vilma énekesnő
- Udvardi Erzsébet festőművésznő
- Varga Imre szobrászművész
- Várady György színrendező, színigazgató, színész
- Vecsési Sándor festőművész
- Werner Mária énekes
- Zala Tibor grafikusművész
- Zenthe Ferenc színművész

## 1974
- Bokor Péter filmrendező, író, történész
- Chiovini Ferenc festőművész
- Cserés Miklós rádiórendező
- Csohány Kálmán grafikus
- Dózsa Imre balettművész
- Forray Gábor díszlettervező
- Galsay Ervin operaénekes
- Gink Károly fotóművész
- Giricz Mátyás rendező
- Görgei György karmester
- Gráber Margit festőművész
- Keres Emil színész, rendező
- Kézdi Lóránt díszlettervező
- Kishegyi Árpád operaénekes
- Kohut Magda színésznő
- Lukács Ervin karmester
- Marczis Demeter operaénekes
- Moldován Stefánia operaénekes
- Nepp József rajzfilmrendező
- Palcsó Sándor operaénekes
- Pécsi Sebestyén orgonaművész
- Petress Zsuzsa színművész
- Pongrácz Péter oboaművész
- Rajkai György díszlet- és jelmeztervező
- Sára Sándor operatőr, filmrendező
- Szabó Vladimir festőművész, grafikus
- Szőllősy András zeneszerző
- Tarjáni Ferenc kürtművész
- Vancsa Lajos operatőr
- Varga Magda opera-énekesnő
- Z. Gács György festőművész

## 1973
- Bálint Endre festő- és grafikusművész
- Balogh István grafikusművész
- Bächer Mihály zongoraművész
- Bodrogi Gyula színművész
- Czabarka György operatőr
- Galambos Erzsi színművész
- Gencsy Sári operaénekes
- Havas Ferenc balettművész
- Hegedűs Tibor rendező
- Horvai István rendező
- Kolonits Ilona filmrendező
- László Margit operaénekes
- Maros Rudolf zeneszerző, hegedűművész
- Marton László szobrászművész
- Máthé Éva színművész
- Perczel Károlyné textiltervező, iparművész
- Pless László karmester
- Reményi Sándor operaénekes
- Rév Miklós fotóművész
- Sándor János hegedűművész, karmester
- Segesdi György szobrászművész
- Simon Zsuzsa színművész, rendező
- Szabó István szobrászművész
- Szántó Piroska festőművész
- Szemes Mari színművész
- Szeszler Tibor oboaművész
- Szőnyi Ferenc operaénekes
- Tomanek Nándor színművész
- Vígh Tamás szobrászművész

## 1972
- Avar István színművész
- Bacsó Péter filmrendező
- Bretus Mária balettművész
- Fényes Szabolcs zeneszerző
- Hamala Irén balettművész
- Iványi József színművész
- Kádár György festő- és grafikusművész
- Kiss Nagy András szobrászművész
- Kocsis András szobrászművész
- Kovács Béla klarinétművész
- Mensáros László színművész
- Mihályfi Imre rendező
- Mura Péter karmester
- Nemesszeghy Lajosné pedagógus, énekkarvezető
- Orosz Adél balettművész
- Pap Gyula festőművész, grafikus, iparművész, fotográfus
- Reich Károly grafikusművész
- Róna Viktor balettművész
- Schaár Erzsébet szobrászművész
- Seregi László koreográfus
- Stettner Béla grafikusművész
- Szabó Gyula színművész
- Szendrő Ferenc színművész, rendező
- Szervánszky Endre zeneszerző
- Zách János színművész

## 1971
- Bánffy György színművész
- Bende Zsolt operaénekes
- Berdál Valéria operaénekes
- Déry Gabriella operaénekes
- Farkas Aladár szobrászművész
- Jákó Pál színművész, rendező
- Jancsó Adrienne színművész
- Kerekes János zeneszerző, karmester
- Kokas Ignác festőművész
- Kurucz D. István festőművész
- Lakatos Vince író, filmrendező
- Pásztor István operatőr
- Rácz György író, rendező, dramaturg
- Reismann János fotóművész
- Solymos Péter zongoraművész
- Szécsi Ferenc rendező, színművész
- Szőnyi Olga operaénekes
- Törőcsik Mari színművész
- Ujlaky László színművész
- Varga Nándor Lajos festő- és grafikusművész

## 1970
- Ádám Ottó rendező
- Ágai Karola operaénekes
- Békés András rendező
- Berek Katalin színművész
- Eck Imre balettművész
- Fónay Márta színművész
- Gulyás György karnagy
- Herskó János rendező
- Homm Pál színművész
- Jancsó Miklós filmrendező
- Jánoky Sándor színművész
- Kazimir Károly színművész
- Makk Károly filmrendező
- Martsa István szobrászművész
- Martyn Ferenc festőművész
- Raszler Károly grafikusművész
- Révész György filmrendező
- Sinkovits Imre színművész
- Szirtes Ádám színművész
- Vilt Tibor szobrászművész
- Zsurzs Éva filmrendező

## 1969
- Banda Ede gordonkaművész
- Bródy Tamás karnagy
- Darvas Iván színművész
- Faragó András operaénekes
- Frank Frigyes festőművész
- Horváth Teri színművész
- Kis József filmrendező
- Makláry János színművész
- Máriássy Félix rendező
- Márk Tivadar jelmeztervező
- Markos József színművész, artista (Alfonzó)
- Mihály András zeneszerző
- Miklós Klára színművész
- Olcsai-Kiss Zoltán szobrászművész
- Pártos Géza rendező
- Ranódy László filmrendező
- Réti József operaénekes
- Szentiványi Lajos festőművész
- Végh Gusztáv grafikusművész
- Zinner Erzsébet fotóművész

## 1968
- Agárdy Gábor színművész
- Elekfy Jenő festő- és grafikusművész
- Fülöp Viktor balettművész
- Házy Erzsébet operaénekes
- Ilosvai Varga István festőművész
- Konecsni György festő- és grafikusművész
- Kun Zsuzsa balettművész
- Lehel György karmester
- Novotny Emil Róbert festőművész
- Ruttkay Mária színművész
- Szécsényi Ferenc operatőr
- Tar István szobrászművész
- Török Erzsi énekművész
- Török Vidor operatőr
- Váradi Hédi színművész
- Zentai Anna operetténekes

## 1967
- Birkás Lilian operaénekes
- Borsos Miklós szobrászművész
- Erdélyi Miklós karmester
- Friss Antal gordonkaművész
- Kovács András filmrendező
- Kovács Károly színművész, (2. érdemes művész díj)
- Lontay Margit színművész
- Mikó András rendező
- Ney Tibor hegedűművész
- Pártos Erzsi színművész
- Rábai Miklós koreográfus
- Rados Dezső hegedűpedagógus
- Romagnoli Ferenc zenetanár
- Siménfalvy Sándor színművész
- Szabó Árpád operatőr
- Szabó Iván szobrászművész
- Szecsődi Irén operaénekes
- Szinetár Miklós rendező
- Szőnyi Kató rendező
- Vámos László rendező

## 1966
- Feleki Sári színművész
- Ferenczi György zongoraművész
- Jeney Zoltán fuvolaművész
- Kállai Ferenc színművész
- Kálmán György színművész
- Kazal László színművész
- Ladomerszky Margit színművész
- Lakatos Gabriella balettművész
- Makrisz Agamemnon szobrászművész
- Mihályfi Ernőné grafikus
- Némethy Ferenc színművész
- Ruttkai Éva színművész
- Soltész Anni színművész
- Solti Bertalan színművész
- Somogyi József szobrászművész
- Szilvássy Margit operaénekes
- Tátrai Vilmos hegedűművész
- Völcsey Rózsi színművész
- Warga Lívia operaénekes

## 1965
- Bánki Zsuzsa színművész
- Escher Károly fotóművész
- Farkas Ferenc zeneszerző
- Filó-Fischer Ilona tervezőgrafikus
- Fónyi Géza festőművész
- Gál Sándor színművész
- Kaesz Gyula iparművész, bútortervező
- Kalmár László filmrendező
- Kemény László színművész
- Kollányi Ágoston filmrendező
- Macskássy Gyula rajzfilmrendező
- Mezey Mária színművész
- Miháltz Pál festő- és grafikusművész
- Novák István színművész
- Pálos György színművész
- Radnai György operaénekes
- Rajz János színművész
- Rudas Imre fagottművész
- Sándor Frigyes hegedűművész
- Takács Margit színművész
- Völcsey Rózsi színművész

## 1964
- Barcsay Jenő festőművész
- Bokros Birman Dezső szobrászművész
- Dajbukát Ilona színművész
- Deák Sándor színművész
- Fenyő Emil színművész
- Herman Lipót festőművész
- Hincz Gyula festő- és grafikusművész
- Holló László festőművész
- Keleti László színművész
- Kerényi Jenő szobrászművész
- Láng Rudolf díszlet- és jelmeztervező
- Palánkay Klára operaénekes
- Petri Endre zongoraművész
- Rátonyi Róbert színművész
- Rubányi Vilmos karmester
- Sándor Böske színművész
- Sándor Renée zongoraművész
- Szervátiusz Jenő szobrászművész

## 1963
- Andor Ilona énektanár
- Balázs Samu színművész
- Egri István színművész
- Forrai Miklós karmester
- Istók János szobrászművész
- Kiss Ferenc színművész
- Kósa György zeneszerző, zongoraművész
- Laczó István operaénekes
- Palotai Erzsi előadóművész
- Pásztory Ditta zongoraművész
- Ránki György zeneszerző
- Rigó Magda operaénekes
- Sallay Zoltán balettművész
- Sándor Judit operaénekes
- Sárdy János operaénekes

## 1962
- Bilicsi Tivadar színművész
- Both Béla rendező
- Gábor Miklós színművész
- Gádor István keramikus
- Gárdonyi László színművész
- Kiss Manyi színművész
- Kormos Lajos színművész
- Langer Klára fotóművész, illusztrátor
- Lázár Mária színművész
- Nagyajtay Teréz jelmeztervező
- Simándy József operaénekes
- Szilágyi Dezső bábművész
- Tevan Margit ötvösművész

## 1961
- Csorba Géza szobrászművész
- Dénes Vera gordonkaművész
- Lendvai Andor operaénekes
- Pécsi Sándor színművész
- Sármássy Miklós színművész
- Selmeczi Mihály színművész
- Sennyei Vera színművész
- Sulyok Mária színművész
- Szabó Miklós operaénekes

## 1960
- Benkő Gyula színművész
- Domanovszky Endre festőművész
- Gács Rezső (Rodolfo) bűvész
- Komlós Juci színművész
- Kórodi András karmester
- Kunffy Lajos festőművész
- Mányai Lajos színművész
- Marton Endre rendező
- Olthy Magda színművész
- Vaszy Viktor zeneszerző, karmester

## 1959
- Baló Elemér színművész
- Bordy Bella balettművész
- Burghardt Rezső festőművész
- Delly Rózsi operaénekes
- Gorka Géza keramikus
- Kmetty János festőművész
- Makay Margit színművész
- Mátyás Mária operaénekes
- Melis György operaénekes
- Neményi Lili operaénekes
- Orosz Júlia operaénekes
- Péchy Blanka előadóművész
- Ráday Imre színművész
- Szabó Ernő színművész
- Takács Paula operaénekes

## 1958
- Czóbel Béla festőművész
- Deésy Alfréd színművész, rendező
- Dénes György színművész
- Edvi Illés Aladár festőművész
- Fehér Pál operaénekes
- Lukács Margit színművész
- Márffy Ödön festő- és grafikusművész
- Peti Sándor színművész
- Salamon Béla színművész
- Thuróczy Gyula színművész
- Ungváry László színművész
- Upor Tibor díszlettervező

## 1957
- Kovács Károly színművész
- Kőmíves Sándor színművész
- Szentpál Olga táncpedagógus, táncművész
- Vidor Ferike színművész

## 1956
- Basilides Zoltán színész
- Bortnyik Sándor festő, grafikus
- Ferenczy Béni szobrász, éremművész, grafikus
- Gellért Lajos író, színművész
- Greguss Zoltán színművész
- Kováts Terus színművész
- Lukács Miklós karmester
- Nagy Adorján színművész, rendező
- Schubert Ernő textiltervező
- Somló István színművész
- Temesváry János hegedűművész
- Timár József színművész
- Ungár Imre zongoraművész

## 1955
- Ádám Jenő zeneszerző, karmester
- Antal István zongoraművész
- Apáthi Imre színművész, rendező
- Berky Lili színművész
- Boross Géza színművész
- Fülöp Zoltán díszlettervező
- Homoki Nagy István rendező, operatőr
- Horváth Ferenc színművész
- Jámbor László operaénekes
- Kellér Dezső író, konferanszié
- Nádasi Ferenc balettművész
- Rajnai Gábor színművész
- Somogyi Erzsi színművész
- Udvardy Tibor operaénekes
- Varga Mátyás grafikusművész, díszlettervező
- Várkonyi Zoltán színművész, rendező
- Vásárhelyi Zoltán zeneszerző, karmester
- Viski János zeneszerző

## 1954
- Bárdos Lajos zeneszerző
- Básti Lajos színművész
- Bessenyei Ferenc színművész
- Bulla Elma színművész
- Hartai Ferenc fuvolaművész
- Losonczy György operaénekes
- Molnár István koreográfus
- Pethes Ferenc színművész
- Pethes Sándor színművész
- Szörényi Éva színművész
- Tapolczai Gyula színművész

## 1953
- Ajtay Andor színművész
- Eiben István operatőr
- Ék Sándor festőművész
- Garay György hegedűművész
- Hegyi Barnabás operatőr
- Hernádi Lajos zongoraművész
- Kadosa Pál zeneszerző, zongoraművész
- Komor Vilmos karmester
- Kovács Margit keramikus, szobrászművész
- Maleczky Oszkár operaénekes
- Orosz Júlia operaénekes
- Rónai Antal operakarmester
- Tompa Sándor színművész
- Uray Tivadar színművész

## 1952
- Bán Frigyes filmrendező
- Bartos Gyula színművész
- Bernáth Aurél festő- és grafikusművész
- Bihari József színművész
- Feleki Kamill színművész
- Ferencsik János karmester
- Ferenczy Noémi gobelinművész
- Gellért Endre rendező
- Keleti Márton filmrendező
- Kenessey Jenő zeneszerző, karmester
- Lukács Pál brácsaművész
- Mikus Sándor szobrászművész
- Pór Bertalan festőművész
- Rácz Aladár cimbalomművész
- Somogyi László karmester
- Szabó Ferenc zeneszerző
- Szőnyi István festőművész

## 1951
- Budanovits Mária énekesnő
- Dajka Margit színművész
- Gózon Gyula színművész
- Makláry Zoltán színművész
- Rősler Endre operaénekes

## 1950
- Fodor János operaénekes
- Gobbi Hilda színművész
- Gyurkovics Mária operaénekes
- Honthy Hanna színművész
- Ladányi Ferenc színművész
- Latabár Kálmán színművész
- Mészáros Ági színművész
- Osváth Júlia operaénekes
- Rátkai Márton színművész
- Tolnay Klári színművész
- Tőkés Anna színművész

## Lásd még
- Meritorious Artist (of USSR) (angolul)